# Charta der französischen Sprache
Die Charta der französischen Sprache (frz. Charte de la langue française), auch als Gesetz 101 (Loi 101) bekannt, ist ein Gesetz der kanadischen Provinz Québec, das Französisch als alleinige Amtssprache der Provinz definiert. Es wurde von Camille Laurin, dem Kulturminister der ersten Regierung der separatistischen Parti Québécois unter Premierminister René Lévesque, vorgeschlagen und von der Nationalversammlung von Québec angenommen. Am 26. April 1977 erhielt es von Vizegouverneur Hugues Lapointe die königliche Zustimmung und erlangte dadurch Rechtskraft. Die Bestimmungen der Charta wurden in das 1974 von Robert Bourassas Regierung der Parti libéral du Québec ausgearbeitete Amtssprachengesetz übernommen. Vor 1974 war Québec offiziell zweisprachig (Französisch und Englisch) gewesen.

## Zweck
Die Präambel der Charta stellt fest, dass Französisch die Amtssprache Québecs und dessen Regierung und Rechtsprechung ist, als auch die „übliche und alltägliche Sprache der Arbeit, des Lernens, der Kommunikation, des Handels und der Wirtschaft“. Sie stellt auch fest, dass die Nationalversammlung dieses Ziel „in einem Geist der Fairness und Aufgeschlossenheit“ durchsetzen soll und dabei „die Institutionen der englischsprachigen Gemeinschaft Québecs“ respektiert sowie „den wertvollen Beitrag der ethnischen Minderheiten zur Entwicklung Québecs“ anerkennt. Zusätzlich stellt sie fest, dass die Nationalversammlung die Rechte der Premières Nations von Québec anerkennt, „um deren ursprüngliche Sprache und Kultur zu erhalten und zu entwickeln“.

## Bestimmungen
Abschnitt I definiert den Status des Französischen in der Gesetzgebung, den Gerichten, der staatlichen Verwaltung, den halböffentlichen Behörden, in Arbeitsverhältnissen, in Handel und Wirtschaft sowie im Bildungswesen. Er erklärt auch den Gebrauch des Französischen zu einem Grundrecht jeder Person in Québec:
1. Das Recht aller, mit Regierungsstellen, Berufsverbänden, Arbeitnehmerverbänden und mit in Québec tätigen Unternehmen auf Französisch zu kommunizieren.
2. Das Recht aller, in beratenden Versammlungen Französisch zu sprechen.
3. Das Recht der Arbeitnehmer, bei ihren Tätigkeiten Französisch zu verwenden.
4. Das Recht der Konsumenten, auf Französisch informiert und bedient zu werden.
5. Das Recht, in Québec Unterricht auf Französisch zu erhalten.

Abschnitt II befasst sich mit der linguistischen Maßnahmen, den Toponymen und der „Französisierung“ von Behörden und Staatsbetrieben.
Abschnitt III schafft eine Behörde für die französische Sprache (Office québécois de la langue française) und definiert ihre Ziele, Befugnisse und Organisation.
Abschnitt IV schafft den Obersten Rat der französischen Sprache (Conseil supérieur de la langue française), der die Behörden bei der Umsetzung des Gesetzes berät.
Abschnitte V und VI legen strafrechtliche Bestimmungen, Sanktionen und Übergangsbestimmungen fest.

## Minderheitenrechte
Bei der Ausarbeitung der Charta waren die Gesetzgeber Québecs darauf bedacht, die von der kanadischen Verfassung garantierten oder in früheren Gesetzen gewährten Rechte der sprachlichen Minderheiten zu garantieren, seien es jene der Anglophonen oder der Ureinwohner. Im Einklang mit der Verfassung enthält die Charta mehrere Garantien betreffend der Verwendung anderer Sprachen als des Französischen. Beispielsweise besagt das Gesetz,
- dass die Gesetze zusätzlich zur französischen in einer englischen Version veröffentlicht werden, beide Texte sind offiziell anerkannt;
- dass Personen vor Gericht auf Englisch angehört werden dürfen;
- dass die von den Gerichten gesprochenen Urteile in der Amtssprache und, wenn eine der Streitparteien dies verlangt, auf Englisch vorliegen;
- dass die Charta der französischen Sprache in den Indianerreservaten nicht zur Anwendung gelangt.

## Folgen
1984 erklärte das Oberste Gericht Québecs jene Bestimmungen der Charta für ungültig, welche bei kommerziellen Beschriftungen ausschließlich die französische Sprache erlaubt, da sie gegen die Kanadische Charta der Rechte und Freiheiten verstößt. Das Urteil wurde 1988 vom Obersten Gerichtshof Kanadas bestätigt. Robert Bourassas Regierung sah sich daraufhin gezwungen, das Gesetz 178 auszuarbeiten, mit der die Charta der französischen Sprache abgeändert wird. Dieses Gesetz enthält eine Klausel, wonach beide Sprachen auf kommerziellen Beschriftungen verwendet werden können, das Französische aber weitaus deutlicher zur Geltung kommen muss. Später fällten die Gerichte weitere Urteile betreffend der Anwendung der Charta im Internet. So kommt bei kommerziellen Websites von Unternehmen, die in Québec tätig sind oder dorthin Waren verkaufen, die Charta ebenfalls zur Anwendung.
Die Bestimmung, wonach der Besuch englischsprachiger Schulen auf Kinder beschränkt wird, deren Eltern in Québec ebenfalls unterrichtet wurden, führte zu weiteren Klagen. Die Gegnerschaft ist meist bei den Allophonen auszumachen, also bei eingewanderten Personen, deren Muttersprache weder Französisch noch Englisch ist, und die sich lieber in die englischsprachige Gemeinschaft integrieren wollen als sich der französischsprachigen Mehrheit anzupassen. Eine kleine Minderheit französischsprachiger Quebecer, die Englisch als wirtschaftliche Notwendigkeit ansieht, bekämpft das Gesetz ebenfalls, da ihren Kindern nicht erlaubt wird, Unterricht auf Englisch zu besuchen und dies eine Form von Diskriminierung der französischsprachigen Bevölkerung darstelle.
Die Charta der französischen Sprache findet zwar bei der Mehrheit der Frankophonen Zustimmung, nicht jedoch bei vielen Anglophonen und Allophonen. Die für die Durchsetzung verantwortlichen Beamten, die von den englischsprachigen Medien als „Sprachpolizei“ bezeichnet werden, haben die Möglichkeit, für jede Übertretung Geldstrafen von bis zu 7000 Dollar gegen jene zu verhängen, die sich nicht an das Gesetz halten. Gegner der Charta behaupten, das Sprachgesetz habe seit den 1970er-Jahren bis zu 244.000 Personen dazu bewogen, Québec zu verlassen und in andere Provinzen zu ziehen. Zahlreiche Unternehmen, darunter die Royal Bank of Canada, die Bank of Montreal und The Sun Insurance Company of Montreal, verlegten ihren Hauptsitz nach Toronto, da deren Hauptgeschäftssprache Englisch ist. Anderseits verlegten in der gleichen Zeit ebenso viele Unternehmen ihren Sitz von Toronto nach Montréal, was jedoch weniger öffentliche Aufmerksamkeit auf sich zog.
Trotz aller Kritik ist der politische Widerstand gegen die Charta und frühere Sprachengesetze gering geblieben, da eine große Mehrheit der frankophonen Quebecer diese Gesetze unterstützt. Sowohl die Parti Québécois als auch die Parti libéral du Québec sahen deshalb keine Notwendigkeit, das Gesetz substantiell zu ändern oder gar abzuschaffen. Nachdem Bourassas Regierung das Gesetz verabschiedet hatte, wandten sich die Kritiker bei den Provinzwahlen 1976 der bisher regierenden Union nationale zu, die aber trotz der zwischenzeitlich gewachsenen Unterstützung die Wahlen verlor und daraufhin in der Versenkung verschwand.